# Finlande aux Jeux olympiques de 1920
La Finlande a participé aux Jeux olympiques de 1920 à Anvers y remportant 34 médailles (15 en or, 10 en argent et 9 en bronze), se situant à la 4e place des nations au tableau des médailles.

## Liste des médaillés finlandais

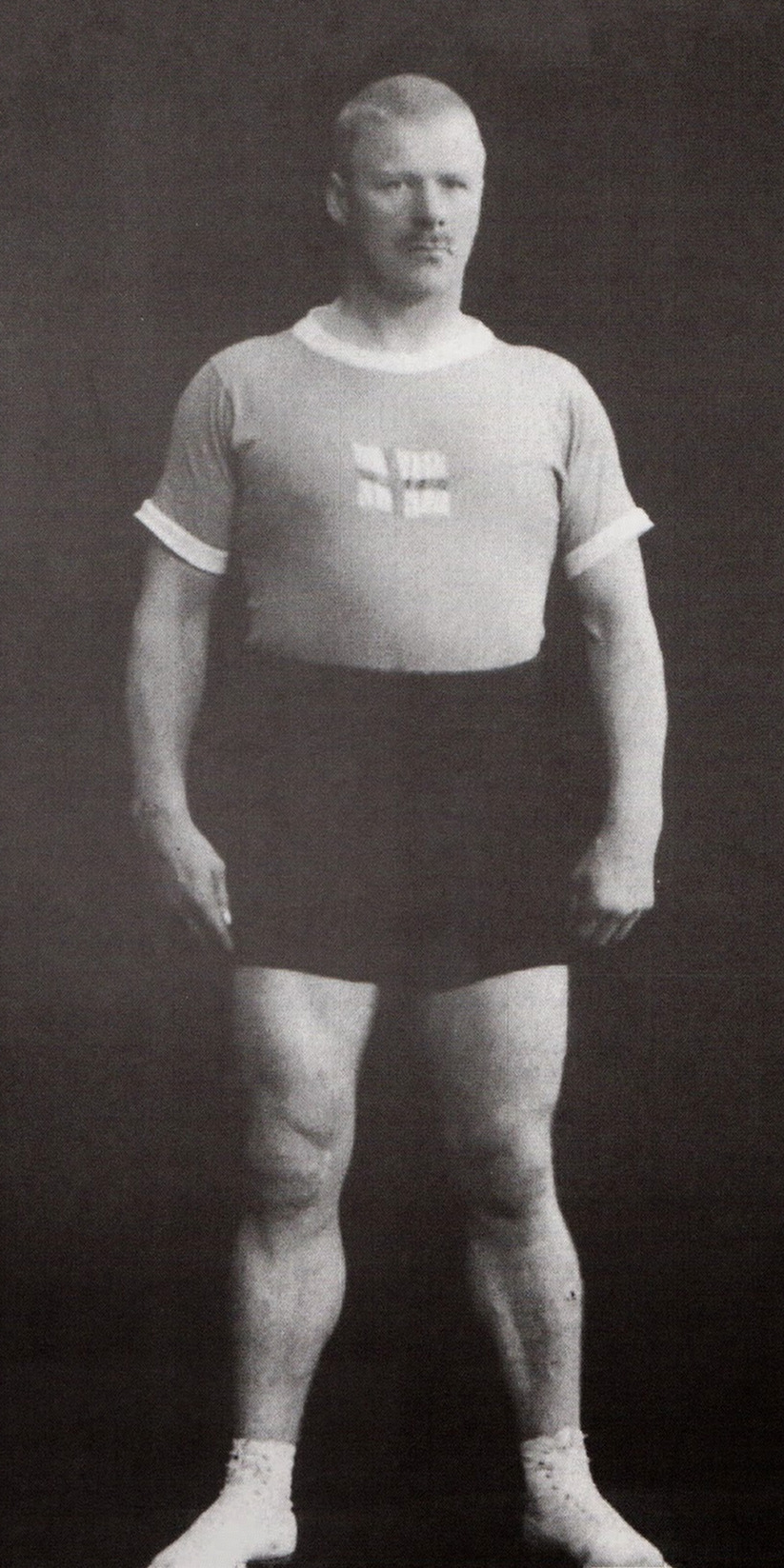
Adolf Lindfors, champion olympique en lutte gréco-romaine.

### Médailles d'or
| Sport               | Discipline                     | Sportifs                                             | Performance       |
| Médailles d'or : 15 |                                |                                                      |                   |
| Athlétisme          | 10 000 m                       | Paavo Nurmi                                          | 31 min 45 s 8     |
| Athlétisme          | Cross-country individuel       | Paavo Nurmi                                          | 27 min 15 s 0     |
| Athlétisme          | Cross-country par équipe       | Frederick Koskenniemi Heikki Liimatainen Paavo Nurmi | 10 points         |
| Athlétisme          | Marathon                       | Hannes Kolehmainen                                   | 2 h 32 min 35 s 8 |
| Athlétisme          | Lancer du disque               | Elmer Konstantin Niklander                           | 44,685 m          |
| Athlétisme          | Lancer du javelot              | Jonni Myyrä                                          | 65,78 m (RO)      |
| Athlétisme          | Pentathlon                     | Eero Lehtonen                                        | 14 points         |
| Athlétisme          | Lancer du poids                | Frans Wilhelmi Pörhölä                               | 14,810 m          |
| Athlétisme          | Triple saut                    | Vilho Immanuel Tuulos                                | 14,505 m          |
| Lutte               | Lutte gréco-romaine 60-67,5 kg | Eemil Ernesti Väre                                   |                   |
| Lutte               | Lutte gréco-romaine -60 kg     | Oskar David Friman                                   |                   |
| Lutte               | Lutte gréco-romaine + 82 kg    | Adolf Valentin Lindfors                              |                   |
| Lutte               | Lutte libre 60-67,5 kg         | Kalle Antilla                                        |                   |
| Lutte               | Lutte libre 67,5-75 kg         | Eino Aukusti Leino                                   |                   |
| Patinage artistique | Couple                         | Ludowika Jakobsson Walter Jakobsson                  |                   |

### Médailles d'argent
| Sport                   | Discipline                     | Sportifs                                                                                   | Performance   |
| Médailles d'argent : 10 |                                |                                                                                            |               |
| Athlétisme              | 5 000 m                        | Paavo Nurmi                                                                                | 15 min 00 s 0 |
| Athlétisme              | Lancer du disque               | Armas Taipale                                                                              | 44,190 m      |
| Athlétisme              | Lancer du javelot              | Urho Peltonen                                                                              | 63,50 m       |
| Athlétisme              | Lancer du poids                | Elmer Niklander                                                                            | 14,155 m      |
| Lutte                   | Lutte greco-romaine -60 kg     | Heikki Kähkönen                                                                            |               |
| Lutte                   | Lutte greco-romaine 60-67,5 kg | Taavi Tamminen                                                                             |               |
| Lutte                   | Lutte greco-romaine 67,5-75 kg | Arthur Lindfors                                                                            |               |
| Lutte                   | Lutte greco-romaine 75-82 kg   | Edil Rosenqvist                                                                            |               |
| Lutte                   | Lutte libre 67,5-75 kg         | Väinö Penttala                                                                             |               |
| Tir                     | 100 m par équipe hommes        | Yrjö Kolho Kaarlo Kustaa Lappalainen Robert Tikkanen Nestori Toivonen Karl Magnus Wegelius |               |

### Médailles de bronze
| Sport                   | Discipline                         | Sportifs | Performance   |
| Médailles de bronze : 9 |                                    | |               |
| Athlétisme              | Cross-country individuel           | Heikki Liimatainen                                                                                            | 27 min 37 s 0 |
| Athlétisme              | Lancer du javelot                  | Pekka Johansson                                                                                               | 63,09 m       |
| Athlétisme              | Pentathlon                         | Hugo Lahtinen                                                                                                 | 26 points     |
| Lutte                   | Lutte Greco-romaine + 82 kg        | Martti Nieminen                                                                                               |               |
| Lutte                   | Lutte Greco-romaine 67,5-75 kg     | Matti Perttilä                                                                                                |               |
| Natation                | 200 m brasse                       | Arvo Ossian Aaltonen                                                                                          |               |
| Natation                | 400 m brasse                       | Arvo Ossian Aaltonen                                                                                          |               |
| Tir                     | 100 m par équipe hommes double tir | Yrjö Kolho, Robert Tikkanen, Nestori Toivonen, Vilho Vauhkonen, Karl Magnus Wegelius                          |               |
| Tir                     | Carabine 300 mètres par équipe     | Voitto Waldemar Kolho, Kaarlo Kustaa Lappalainen, Veli Heikki Nieminen, Vilho Vauhkonen, Karl Magnus Wegelius |               |